# Douzième district congressionnel de Pennsylvanie
Le 12e district congressionnel de Pennsylvanie est situé dans le sud-ouest de la Pennsylvanie, comprenant Pittsburgh et une grande partie du comté d'Allegheny, ainsi qu'une partie du comté de Westmoreland. Depuis le 3 janvier 2023, il est représenté par la Démocrate Summer Lee.
Avant 2018, le 12e district était situé dans le sud-ouest de la Pennsylvanie et comprenait tout le comté de Beaver et des parties des comtés d'Allegheny, Cambria, Lawrence, Somerset et Westmoreland. La Cour suprême de Pennsylvanie a redessiné cette circonscription ainsi que d'autres districts de l'État en février 2018 après avoir jugé la carte précédente inconstitutionnelle en raison d'un gerrymandering partisan. Le nouveau 12e district couvre une grande partie de l'ancien 10e. L'ancien 12e district a été redessiné dans une zone au nord et à l'ouest de Pittsburgh et rebaptisé 17e district pour les élections et la représentation de 2018 par la suite.
Avant le cycle de redécoupage de 2011, le 12e district était largement considéré comme un district fortement démocrate par la Législature de l'État contrôlée par les Républicains. Il comprenait tout le comté de Greene et certaines parties des comtés d'Allegheny, Armstrong, Cambria, Fayette, Indiana, Somerset, Washington et Westmoreland.

## Histoire
Après le recensement de 2000, la législature de l'État, contrôlée par les républicains, a radicalement modifié le 12e pour faire élire davantage de républicains du sud-ouest de la Pennsylvanie, traditionnellement fortement démocrate. Une grande partie de l'ancien 20e district a été incorporée au 12e. Dans certaines parties de la partie ouest du district, un côté de la rue se trouve dans le 12e, tandis que l'autre se trouve dans le 18e (le 20e reconfiguré). Cela a conduit à des critiques selon lesquelles le 12e était un gerrymander destiné à regrouper autant de zones fortement démocrates du sud-ouest de la Pennsylvanie que possible en seulement deux districts : le 12e et le 14e basé à Pittsburgh.
Situé dans le sud-ouest de la Pennsylvanie, le 12e district comprenait tout le comté de Greene et certaines parties des comtés d'Allegheny, Armstrong, Cambria, Fayette, Indiana, Somerset, Washington et Westmoreland. District entièrement syndiqué, le 12e était historiquement l'une des régions les plus démocrates de l'État. Cependant, les démocrates dans cette zone n’étaient pas aussi libéraux que leurs homologues de Philadelphie et de Pittsburgh. La plupart étaient quelque peu conservateurs sur les questions sociales, notamment sur l’avortement et le contrôle des armes à feu.
Le 12e comprenait tout le comté de Greene, une région très rurale qui a encore une influence traditionnellement démocrate en raison de ses tendances travaillistes. Dans le comté de Washington, la ville de Washington et les parties orientales du comté, une grande banlieue démocratique de Pittsburgh, faisaient partie du 12e. La majeure partie de la région de la vallée de Monongahela, une région très démocrate autrefois importante zone sidérurgique, faisait également partie du 12e. Cependant, l'ouest du comté de Washington, plus rural, et la partie suburbaine nord du comté (avec des villes comme McDonald et Canonsburg) appartenaient alors au 18e. La partie ouest du comté de Fayette, y compris la ville d'Uniontown, un bastion travailliste démocrate, faisait partie de ce district. En revanche, la partie orientale rurale et montagneuse faisait partie du 9e.
Le 12e district a continué vers l'est, y compris les parties sud-est et nord-est du Comté de Westmoreland, y compris la ville travailliste démocrate de Latrobe, tout en laissant la partie suburbaine ouest du comté (avec des villes telles que Murrysville) et la ville généralement de gauche de Greensburg dans le 18e. La principale base de population du district était située juste à l'est, englobant la plupart des comtés de Somerset et de Cambria. Cette zone, au cœur d'une importante région minière de charbon, comprend la plus grande ville du district, Johnstown. Le 12e contenait également une partie du comté d'Indiana, principalement la ville universitaire d'Indiana.
Le 12e a achevé son tour autour de la région métropolitaine de Pittsburgh en se terminant dans le coin nord-est de la banlieue de la ville, contenant des régions de classe moyenne telles que Lower Burrell et la banlieue ouvrière de New Kensington. Une partie du comté d'Armstrong était également incluse dans le district, y compris plusieurs banlieues industrielles telles que Freeport et Apollo. Le district est remarquable car il est le seul district congressionnel du pays à avoir voté pour le candidat démocrate à la présidentielle John Kerry en 2004, mais pour le républicain John McCain en 2008. Cela est principalement dû au fait que, depuis 2000, le sud-ouest de la Pennsylvanie est progressivement devenu plus républicain.

### Élection de 2006
Lors des élections de 2006, Murtha a été réélue avec 61 % des voix. Son adversaire républicaine, la commissaire du comté de Washington, Diana Irey, a obtenu 39 %.

### Élection de 2008
John Murtha a remporté les élections de 2008 avec 58 % des voix. Murtha était un marine américain et le premier vétéran de la guerre du Vietnam à siéger au Congrès. Il a vaincu le lieutenant-colonel William T. Russell, un vétéran de l'armée.

### Élection spéciale de 2010
Le Gouverneur de Pennsylvanie, Ed Rendell, a programmé des élections spéciales le 18 mai 2010, à la suite du décès du Représentant John Murtha. Le 8 mars 2010, le Comité Exécutif du Parti Démocrate de Pennsylvanie a nommé Mark Critz, l'ancien directeur de district de Murtha. Le 11 mars, une convention des républicains du 12e district a nommé l'homme d'affaires Tim Burns. Le Candidat du Parti Libertarien était Demo Agoris, qui s'est présenté à la Chambre des Représentants de Pennsylvanie dans le 48e district en tant que libertarien en 2006.
Mark Critz a remporté les élections.

### Élection de 2010
Mark Critz a été réélu lors des élections régulières de 2010, battant à nouveau le Républicain Tim Burns (cette fois avec 51 % des voix contre 49 %).

### Élection de 2012
Mark Critz s'est présenté aux élections de 2012 pour un deuxième mandat complet, mais a été battu par son challenger républicain Keith Rothfus. Critz a recueilli 48,5 % des voix contre 51,5 % pour Rothfus. Le 12e avait absorbé une grande partie de l'ancien 4e district, y compris la maison de Rothfus, après le recensement de 2010, et était nettement plus républicain que son prédécesseur.

### Élection de 2019
Après la démission de Tom Marino en janvier 2019, une élection a eu lieu le 21 mai pour pourvoir le siège vacant. Le Républicain Fred Keller a battu le candidat démocrate de 2018 Mark Friedenberg,.

## Historique de vote
| Année | Poste      | Résultats                 |
| ----- | ---------- | ------------------------- |
| 2020  | Président  | Biden 67,0 % – 31,0 %     |
| 2022  | Gouverneur | Shapiro 68,0 % – 30,0 %   |
| 2022  | Sénat      | Fetterman 63,0 % – 35,0 % |

## Liste des Représentants du district
| Membre                           | Parti                 | Années                            | Congrès        | Histoire électorale | Zone géographique |
| -------------------------------- | --------------------- | --------------------------------- | -------------- | --- | ----------------- |
| District établit le 4 mars 1795  |                       |                                   |                | |                   |
| Albert Gallatin                  | Républicain-Démocrate | 4 mars 1795 - 14 mai 1801         | 4e - 7e        | Élu en 1794. Réélu en 1796. Réélu en 1798. Réélu en 1800 mais décline le siège pour devenir Secrétaire au Trésor des États-Unis. | 1795–1803         |
| Vacant                           | Vacant                | 14 mai 1801 - 7 décembre 1801     | 7e             | | 1795–1803         |
| William Hoge (en)                | Républicain-Démocrate | 7 décembre 1801 - 3 mars 1803     | 7e             | Élu le 13 octobre 1801 pour terminer le mandat de Gallatin et intronisé le 7 décembre 1801. Redécoupage vers le 10e district. | 1795–1803         |
| District supprimé le 3 mars 1803 |                       |                                   |                | |                   |
| District rétablit le 4 mars 1813 |                       |                                   |                | |                   |
| Aaron Lyle (en)                  | Républicain-Démocrate | 4 mars 1813 - 3 mars 1817         | 13e , 14e      | Redécoupage depuis le 10e district et réélu en 1812. Réélu en 1814. Retrait. | 1813–1823         |
| Thomas Petterson (en)            | Républicain-Démocrate | 4 mars 1817 - 3 mars 1823         | 15e - 17e      | Élu en 1816. Réélu en 1818. Réélu en 1820. Redécoupage vers le 15e district. | 1813–1823         |
| John Brown (en)                  | Républicain-Démocrate | 4 mars 1823 - 3 mars 1825         | 18e            | Redécoupage depuis le 9e district et réélu en 1822. Perd sa réélection. | 1823–1833         |
| John Mitchell (en)               | Jacksonien (en)       | 4 mars 1825 - 3 mars 1829         | 19e , 20e      | Élu en 1824. Réélu en 1826. Retrait. | 1823–1833         |
| John Scott (en)                  | Jacksonien (en)       | 4 mars 1829 - 3 mars 1831         | 21e            | Élu en 1828. Perd sa réélection. | 1823–1833         |
| Robert Allison (en)              | Anti-maçonnique       | 4 mars 1831 - 3 mars 1833         | 22e            | Élu en 1830. Retrait. | 1823–1833         |
| George Chambers (en)             | Anti-maçonnique       | 4 mars 1833 - 3 mars 1837         | 23e , 24e      | Élu en 1832. Réélu en 1834. | 1833–1843         |
| Daniel Sheffer (en)              | Démocrate             | 4 mars 1837 - 3 mars 1839         | 25e            | Élu en 1836. Perd sa réélection. | 1833–1843         |
| James Cooper                     | Whig                  | 4 mars 1839 - 3 mars 1843         | 26e , 27e      | Élu en 1838. Réélu en 1840. | 1833–1843         |
| Almon H Read (en)                | Démocrate             | 4 mars 1843 - 3 juin 1844         | 28e            | Redécoupage depuis le 17e district et réélu en 1842. Décès. | 1843–1853         |
| Vacant                           | Vacant                | 3 juin 1844 - 2 décembre 1844     | 28e            | | 1843–1853         |
| George Fuller (en)               | Démocrate             | 2 décembre 1844 - 3 mars 1845     | 28e            | Élu pour terminer le mandat de Read. | 1843–1853         |
| David Wilmot                     | Démocrate             | 4 mars 1845 - 3 mars 1851         | 29e - 31e      | Élu en 1844. Réélu en 1846. Réélu en 1848. Retrait. | 1843–1853         |
| Galusha A. Grow                  | Démocrate             | 4 mars 1851 - 3 mars 1853         | 32e            | Élu en 1850. Redécoupage vers le 14e district. | 1843–1853         |
| Hendrick B. Wright (en)          | Démocrate             | 4 mars 1853 - 3 mars 1855         | 33e            | Élu en 1852. Perd sa réélection. | 1853–1863         |
| Henry M. Fuller (en)             | Opposition Party      | 4 mars 1855 - 3 mars 1857         | 34e            | Élu en 1854. Retrait. | 1853–1863         |
| John G. Montgomery (en)          | Démocrate             | 4 mars 1857 - 24 avril 1857       | 35e            | Élu en 1856. Décès. | 1853–1863         |
| Vacant                           | Vacant                | 24 avril 1857 - 7 décembre 1857   | 35e            | | 1853–1863         |
| Paul Leidy (en)                  | Démocrate             | 7 décembre 1857 - 3 mars 1859     | 35e            | Élu pour terminer le mandat de Montgomery. | 1853–1863         |
| George W. Scranton (en)          | Républicain           | 4 mars 1859 - 24 mars 1861        | 36e , 37e      | Élu en 1858. Réélu en 1860. Décès. | 1853–1863         |
| Vacant                           | Vacant                | 24 mars 1861 - 4 juillet 1861     | 37e            | | 1853–1863         |
| Hendrick B. Wright (en)          | Démocrate             | 4 mars 1861 - 3 mars 1863         | 37e            | Élu pour terminer le mandat de Scranton. | 1853–1863         |
| Charles Denison (en)             | Démocrate             | 4 mars 1863 - 27 juin 1867        | 38e - 40e      | Élu en 1862. Réélu en 1864. Réélu en 1866. Décès. | 1863–1873         |
| Vacant                           | Vacant                | 27 juin 1867 - 21 novembre 1867   | 40e            | | 1863–1873         |
| George W. Woodward (en)          | Démocrate             | 21 novembre 1867 - 3 mars 1871    | 40e , 41e      | Élu pour terminer le mandat de Denison. Réélu en 1868. Retrait. | 1863–1873         |
| Lazarus D. Shoemaker (en)        | Républicain           | 4 mars 1871 - 3 mars 1875         | 42e , 43e      | Élu en 1870. Réélu en 1872. Retrait. | 1863–1873         |
| Lazarus D. Shoemaker (en)        | Républicain           | 4 mars 1871 - 3 mars 1875         | 42e , 43e      | Élu en 1870. Réélu en 1872. Retrait. | 1873–1883         |
| Winthrop W. Ketcham (en)         | Républicain           | 4 mars 1875 - 19 juillet 1876     | 44e            | Élu en 1874. Démissionne pour devenir Juge de District des États-Unis. |                   |
| Vacant                           | Vacant                | 19 juillet 1876 - 7 novembre 1876 | 44e            | |                   |
| William H. Stanton (en)          | Démocrate             | 7 novembre 1876 - 3 mars 1877     | 44e            | Élu pour terminer le mandat de Ketcham. Retrait. |                   |
| Hendrick B. Wright (en)          | Démocrate             | 4 mars 1877 - 3 mars 1879         | 45e , 46e      | Élu en 1876. Réélu en 1878. Perd sa réélection. |                   |
| Hendrick B. Wright (en)          | Greenback             | 4 mars 1879 - 3 mars 1881         | 45e , 46e      | Élu en 1876. Réélu en 1878. Perd sa réélection. |                   |
| Joseph A. Scranton               | Républicain           | 4 mars 1881 - 3 mars 1883         | 47e            | Élu en 1880. Perd sa réélection. |                   |
| Daniel W. Connolly (en)          | Démocrate             | 4 mars 1883 - 3 mars 1885         | 48e            | Élu en 1882. Perd sa réélection. | 1883–1893         |
| Joseph A. Scranton               | Républicain           | 4 mars 1885 - 3 mars 1887         | 49e            | Élu en 1884. Perd sa réélection. | 1883–1893         |
| John Lynch (en)                  | Démocrate             | 4 mars 1887 - 3 mars 1889         | 50e            | Élu en 1886. Perd sa réélection. | 1883–1893         |
| Edwin S. Osbourne (en)           | Républicain           | 4 mars 1889 - 3 mars 1891         | 51e            | Redécoupage depuis le district at-large et réélu en 1888. Retrait. | 1883–1893         |
| George W. Shonk (en)             | Républicain           | 4 mars 1891 - 3 mars 1893         | 52e            | Élu en 1890. Retrait. | 1883–1893         |
| William H. Hines (en)            | Démocrate             | 4 mars 1893 - 3 mars 1895         | 53e            | Élu en 1892. Perd sa réélection. | 1893–1903         |
| John Leisenring (en)             | Républicain           | 4 mars 1895 - 3 mars 1897         | 54e            | Élu en 1894. Retrait. | 1893–1903         |
| Morgan B. Williams (en)          | Républicain           | 4 mars 1897 - 3 mars 1899         | 55e            | Élu en 1896. Perd sa réélection. | 1893–1903         |
| Stanley W. Davenport (en)        | Démocrate             | 4 mars 1899 - 3 mars 1901         | 56e            | Élu en 1898. Perd sa renomination. | 1893–1903         |
| Henry W. Palmer (en)             | Républicain           | 4 mars 1901 - 3 mars 1903         | 57e            | Élu en 1900. Redécoupage vers le 11e district. | 1893–1903         |
| George R. Patterson (en)         | Républicain           | 4 mars 1903 - 21 mars 1906        | 58e , 59e      | Élu en 1902. Réélu en 1904. Décès. | 1903–1913         |
| Vacant                           | Vacant                | 21 janvier 1906 - 6 novembre 1906 | 59e            | | 1903–1913         |
| Charles N. Brumm (en)            | Républicain           | 6 novembre 1906 - 4 janvier 1909  | 59e , 60e      | Élu pour terminer le mandat de Patterson. Réélu en 1906. Retrait pour se présenter comme Juge de la Court of Common Pleas du Comté de Schuylkill, Pennsylvanie, et démissionne lorsqu'élu. | 1903–1913         |
| Vacant                           | Vacant                | 4 janvier 1909 - 3 mars 1909      | 60e            | | 1903–1913         |
| Alfred B. Garner (en)            | Républicain           | 4 mars 1909 - 3 mars 1911         | 61e            | Élu en 1908. Perd sa renomination. | 1903–1913         |
| Robert E. Lee (en)               | Démocrate             | 4 mars 1911 - 3 mars 1915         | 62e , 63e      | Élu en 1910. Réélu en 1912. Perd sa renomination. | 1903–1913         |
| Robert E. Lee (en)               | Démocrate             | 4 mars 1911 - 3 mars 1915         | 62e , 63e      | Élu en 1910. Réélu en 1912. Perd sa renomination. | 1913–1933         |
| Robert D. Heaton (en)            | Républicain           | 4 mars 1915 - 3 mars 1919         | 64e , 65e      | Élu en 1914. Réélu en 1916. Retrait. |                   |
| John Reber (en)                  | Républicain           | 4 mars 1919 - 3 mars 1923         | 66e , 67e      | Élu en 1918. Réélu en 1920. Retrait. |                   |
| John J. Casey (en)               | Démocrate             | 4 mars 1923 - 3 mars 1925         | 68e            | Élu en 1922. Perd sa réélection. |                   |
| Edmund N. Carpenter (en)         | Républicain           | 4 mars 1925 - 3 mars 1927         | 69e            | Élu en 1924. Perd sa réélection. |                   |
| John J. Casey (en)               | Démocrate             | 4 mars 1927 - 5 mai 1929          | 70e , 71e      | Élu en 1926. Réélu en 1928. Décès. |                   |
| Vacant                           | Vacant                | 5 mai 1929 - 4 juin 1929          | 71e            | |                   |
| C. Murray Turpin (en)            | Républicain           | 4 juin 1929 - 3 janvier 1937      | 71e - 74e      | Élu pour terminer le mandat de Casey. Réélu en 1930. Réélu en 1932. Réélu en 1934. Perd sa réélection. |                   |
| C. Murray Turpin (en)            | Républicain           | 4 juin 1929 - 3 janvier 1937      | 71e - 74e      | Élu pour terminer le mandat de Casey. Réélu en 1930. Réélu en 1932. Réélu en 1934. Perd sa réélection. | 1933–1943         |
| J. Harold Flannery (en)          | Démocrate             | 3 janvier 1937 - 3 janvier 1942   | 75e - 77e      | Élu en 1936. Réélu en 1938. Réélu en 1940. Retrait pour devenir Juge de la Court of Common Pleas du Comté de Luzerne, Pennsylvanie. |                   |
| Vacant                           | Vacant                | 3 janvier 1942 - 19 mai 1942      | 77e            | |                   |
| Thomas B. Miller (en)            | Républicain           | 19 mai 1942 - 3 janvier 1945      | 77e , 78e      | Élu pour terminer le mandat de Flannery. Réélu en 1942. Perd sa réélection. |                   |
| Thomas B. Miller (en)            | Républicain           | 19 mai 1942 - 3 janvier 1945      | 77e , 78e      | Élu pour terminer le mandat de Flannery. Réélu en 1942. Perd sa réélection. | 1943–1953         |
| Ivor D. Fenton (en)              | Républicain           | 3 janvier 1945 - 3 janvier 1963   | 79e - 87e      | Redécoupage depuis le 13e district et réélu en 1944. Réélu en 1946. Réélu en 1948. Réélu en 1950. Réélu en 1952. Réélu en 1954. Réélu en 1956. Réélu en 1958. Réélu en 1960. Perd sa réélection. |                   |
| Ivor D. Fenton (en)              | Républicain           | 3 janvier 1945 - 3 janvier 1963   | 79e - 87e      | Redécoupage depuis le 13e district et réélu en 1944. Réélu en 1946. Réélu en 1948. Réélu en 1950. Réélu en 1952. Réélu en 1954. Réélu en 1956. Réélu en 1958. Réélu en 1960. Perd sa réélection. | 1953–1963         |
| J. Irving Whalley (en)           | Républicain           | 3 janvier 1963 - 3 janvier 1973   | 88e - 92e      | Redécoupage depuis le 18e district et réélu en 1962. Réélu en 1964. Réélu en 1966. Réélu en 1968. Réélu en 1970. Retrait. | 1963–1973         |
| John P. Saylor (en)              | Républicain           | 3 janvier 1973 - 28 octobre 1973  | 93e            | Redécoupage depuis le 22e district et réélu en 1972. Décès. | 1973–1983         |
| Vacant                           | Vacant                | 28 octobre 1973 - 5 février 1974  | 93e            | | 1973–1983         |
| John Murtha (en)                 | Démocrate             | 5 février 1974 - 8 février 2010   | 93e - 111e     | Élu pour terminer le mandat de Saylor. Réélu en 1974. Réélu en 1976. Réélu en 1978. Réélu en 1980. Réélu en 1982. Réélu en 1984. Réélu en 1986. Réélu en 1988. Réélu en 1990. Réélu en 1992. Réélu en 1994. Réélu en 1996. Réélu en 1998. Réélu en 2000. Réélu en 2002. Réélu en 2004. Réélu en 2006. Réélu en 2008. Décès. | 1973–1983         |
| John Murtha (en)                 | Démocrate             | 5 février 1974 - 8 février 2010   | 93e - 111e     | Élu pour terminer le mandat de Saylor. Réélu en 1974. Réélu en 1976. Réélu en 1978. Réélu en 1980. Réélu en 1982. Réélu en 1984. Réélu en 1986. Réélu en 1988. Réélu en 1990. Réélu en 1992. Réélu en 1994. Réélu en 1996. Réélu en 1998. Réélu en 2000. Réélu en 2002. Réélu en 2004. Réélu en 2006. Réélu en 2008. Décès. | 1983–1993         |
| John Murtha (en)                 | Démocrate             | 5 février 1974 - 8 février 2010   | 93e - 111e     | Élu pour terminer le mandat de Saylor. Réélu en 1974. Réélu en 1976. Réélu en 1978. Réélu en 1980. Réélu en 1982. Réélu en 1984. Réélu en 1986. Réélu en 1988. Réélu en 1990. Réélu en 1992. Réélu en 1994. Réélu en 1996. Réélu en 1998. Réélu en 2000. Réélu en 2002. Réélu en 2004. Réélu en 2006. Réélu en 2008. Décès. | 1993–2003         |
| John Murtha (en)                 | Démocrate             | 5 février 1974 - 8 février 2010   | 93e - 111e     | Élu pour terminer le mandat de Saylor. Réélu en 1974. Réélu en 1976. Réélu en 1978. Réélu en 1980. Réélu en 1982. Réélu en 1984. Réélu en 1986. Réélu en 1988. Réélu en 1990. Réélu en 1992. Réélu en 1994. Réélu en 1996. Réélu en 1998. Réélu en 2000. Réélu en 2002. Réélu en 2004. Réélu en 2006. Réélu en 2008. Décès. | 2003–2013         |
| Vacant                           | Vacant                | 8 février 2010 - 10 mai 2010      | 111e           | |                   |
| Mark Critz                       | Démocrate             | 18 mai 2010 - 3 janvier 2013      | 111e , 112e    | Élu pour terminer le mandat de Murtha. Réélu en 2010. Perd sa réélection. |                   |
| Keith Rothfus                    | Républicain           | 3 janvier 2013 - 3 janvier 2019   | 113e - 115e    | Élu en 2012. Réélu en 2014. Réélu en 2016. Redécoupage vers le 17e district et perd sa réélection. | 2013–2019         |
| Tom Marino                       | Républicain           | 3 janvier 2019 - 23 janvier 2019  | 116e           | Redécoupage depuis le 10e district et réélu en 2018. Démissionne. | 2019–2023         |
| Vacant                           | Vacant                | 23 janvier 2019 - 21 mai 2019     | 116e           | | 2019–2023         |
| Fred Keller                      | Républicain           | 21 mai 2019 - 3 janvier 2023.     | 116e , 117e    | Élu pour terminer le mandat de Marino. Réélu en 2020. Redécoupage vers le 9e district et retrait à la fin de son mandat. | 2019–2023         |
| Summer Lee                       | Démocrate             | 3 janvier 2023 - Présent          | 118e - Présent | Élue en 2022. | 2023–Présent      |

## Résultats des récentes élections
Voici les résultats des dix précédents cycles électoraux dans le district.

### 2004
| Élection de 2004 du 12e district congressionnel de Pennsylvanie | Élection de 2004 du 12e district congressionnel de Pennsylvanie | Élection de 2004 du 12e district congressionnel de Pennsylvanie | Élection de 2004 du 12e district congressionnel de Pennsylvanie | Élection de 2004 du 12e district congressionnel de Pennsylvanie |
| --------------------------------------------------------------- | --------------------------------------------------------------- | --------------------------------------------------------------- | --------------------------------------------------------------- | --------------------------------------------------------------- |
| Parti                                                           | Parti                                                           | Candidat                                                        | Votes                                                           | %                                                               |
|                                                                 | Démocrate                                                       | John Murtha (en) (sortant)                                      | 204 504                                                         | 100 %                                                           |
|                                                                 | Les Démocrates conservent                                       |                                                                 |                                                                 |                                                                 |

### 2006
| Élection de 2006 du 12e district congressionnel de Pennsylvanie | Élection de 2006 du 12e district congressionnel de Pennsylvanie | Élection de 2006 du 12e district congressionnel de Pennsylvanie | Élection de 2006 du 12e district congressionnel de Pennsylvanie | Élection de 2006 du 12e district congressionnel de Pennsylvanie |
| --------------------------------------------------------------- | --------------------------------------------------------------- | --------------------------------------------------------------- | --------------------------------------------------------------- | --------------------------------------------------------------- |
| Parti                                                           | Parti                                                           | Candidat                                                        | Votes                                                           | %                                                               |
|                                                                 | Démocrate                                                       | John Murtha (en) (sortant)                                      | 123 472                                                         | 60,8                                                            |
|                                                                 | Républicain                                                     | Diana Irey                                                      | 79 612                                                          | 39,2                                                            |
|                                                                 | Write-In                                                        | Write-In                                                        | 79                                                              | 0,0                                                             |
| Total des votes                                                 | Total des votes                                                 | Total des votes                                                 | 203 163                                                         | 100 %                                                           |
|                                                                 | Les Démocrates conservent                                       |                                                                 |                                                                 |                                                                 |

### 2008
| Élection de 2008 du 12e district congressionnel de Pennsylvanie | Élection de 2008 du 12e district congressionnel de Pennsylvanie | Élection de 2008 du 12e district congressionnel de Pennsylvanie | Élection de 2008 du 12e district congressionnel de Pennsylvanie | Élection de 2008 du 12e district congressionnel de Pennsylvanie |
| --------------------------------------------------------------- | --------------------------------------------------------------- | --------------------------------------------------------------- | --------------------------------------------------------------- | --------------------------------------------------------------- |
| Parti                                                           | Parti                                                           | Candidat                                                        | Votes                                                           | %                                                               |
|                                                                 | Démocrate                                                       | John Murtha (en) (sortant)                                      | 155 268                                                         | 57,9                                                            |
|                                                                 | Républicain                                                     | William Russell                                                 | 113 120                                                         | 42,1                                                            |
| Total des votes                                                 | Total des votes                                                 | Total des votes                                                 | 268 388                                                         | 100 %                                                           |
|                                                                 | Les Démocrates conservent                                       |                                                                 |                                                                 |                                                                 |

### 2010 (Spéciale)
| Élection Spéciale de 2010 du 12e district congressionnel de Pennsylvanie | Élection Spéciale de 2010 du 12e district congressionnel de Pennsylvanie | Élection Spéciale de 2010 du 12e district congressionnel de Pennsylvanie | Élection Spéciale de 2010 du 12e district congressionnel de Pennsylvanie | Élection Spéciale de 2010 du 12e district congressionnel de Pennsylvanie |
| ------------------------------------------------------------------------ | ------------------------------------------------------------------------ | ------------------------------------------------------------------------ | ------------------------------------------------------------------------ | ------------------------------------------------------------------------ |
| Parti                                                                    | Parti                                                                    | Candidat                                                                 | Votes                                                                    | %                                                                        |
|                                                                          | Démocrate                                                                | Mark Critz                                                               | 70 915                                                                   | 52,6                                                                     |
|                                                                          | Républicain                                                              | Tim Burns                                                                | 60 740                                                                   | 45,1                                                                     |
|                                                                          | Libertarien                                                              | Demo Agoris                                                              | 3 158                                                                    | 2,3                                                                      |
| Total des votes                                                          | Total des votes                                                          | Total des votes                                                          | 134 813                                                                  | 100 %                                                                    |
|                                                                          | Les Démocrates conservent                                                |                                                                          |                                                                          |                                                                          |

### 2010 (Régulière)
| Élection de 2010 du 12e district congressionnel de Pennsylvanie | Élection de 2010 du 12e district congressionnel de Pennsylvanie | Élection de 2010 du 12e district congressionnel de Pennsylvanie | Élection de 2010 du 12e district congressionnel de Pennsylvanie | Élection de 2010 du 12e district congressionnel de Pennsylvanie |
| --------------------------------------------------------------- | --------------------------------------------------------------- | --------------------------------------------------------------- | --------------------------------------------------------------- | --------------------------------------------------------------- |
| Parti                                                           | Parti                                                           | Candidat                                                        | Votes                                                           | %                                                               |
|                                                                 | Démocrate                                                       | Mark Critz (sortant)                                            | 94 056                                                          | 50,8                                                            |
|                                                                 | Républicain                                                     | Tim Burns                                                       | 91 170                                                          | 49,2                                                            |
| Total des votes                                                 | Total des votes                                                 | Total des votes                                                 | 185 226                                                         | 100 %                                                           |
|                                                                 | Les Démocrates conservent                                       |                                                                 |                                                                 |                                                                 |

### 2012
| Élection de 2012 du 12e district congressionnel de Pennsylvanie | Élection de 2012 du 12e district congressionnel de Pennsylvanie | Élection de 2012 du 12e district congressionnel de Pennsylvanie | Élection de 2012 du 12e district congressionnel de Pennsylvanie | Élection de 2012 du 12e district congressionnel de Pennsylvanie |
| --------------------------------------------------------------- | --------------------------------------------------------------- | --------------------------------------------------------------- | --------------------------------------------------------------- | --------------------------------------------------------------- |
| Parti                                                           | Parti                                                           | Candidat                                                        | Votes                                                           | %                                                               |
|                                                                 | Républicain                                                     | Keith Rothfus                                                   | 175 352                                                         | 51,7                                                            |
|                                                                 | Démocrate                                                       | Mark Critz (sortant)                                            | 163 589                                                         | 48,3                                                            |
| Total des votes                                                 | Total des votes                                                 | Total des votes                                                 | 338 941                                                         | 100 %                                                           |
|                                                                 | Les Républicains prennent aux Démocrates                        |                                                                 |                                                                 |                                                                 |

### 2014
| Élection de 2014 du 12e district congressionnel de Pennsylvanie | Élection de 2014 du 12e district congressionnel de Pennsylvanie | Élection de 2014 du 12e district congressionnel de Pennsylvanie | Élection de 2014 du 12e district congressionnel de Pennsylvanie | Élection de 2014 du 12e district congressionnel de Pennsylvanie |
| --------------------------------------------------------------- | --------------------------------------------------------------- | --------------------------------------------------------------- | --------------------------------------------------------------- | --------------------------------------------------------------- |
| Parti                                                           | Parti                                                           | Candidat                                                        | Votes                                                           | %                                                               |
|                                                                 | Républicain                                                     | Keith Rothfus (sortant)                                         | 127 993                                                         | 59,3                                                            |
|                                                                 | Démocrate                                                       | Erin McClelland                                                 | 87 928                                                          | 40,7                                                            |
| Total des votes                                                 | Total des votes                                                 | Total des votes                                                 | 215 921                                                         | 100 %                                                           |
|                                                                 | Les Républicains conservent                                     |                                                                 |                                                                 |                                                                 |

### 2016
| Élection de 2016 du 12e district congressionnel de Pennsylvanie | Élection de 2016 du 12e district congressionnel de Pennsylvanie | Élection de 2016 du 12e district congressionnel de Pennsylvanie | Élection de 2016 du 12e district congressionnel de Pennsylvanie | Élection de 2016 du 12e district congressionnel de Pennsylvanie |
| --------------------------------------------------------------- | --------------------------------------------------------------- | --------------------------------------------------------------- | --------------------------------------------------------------- | --------------------------------------------------------------- |
| Parti                                                           | Parti                                                           | Candidat                                                        | Votes                                                           | %                                                               |
|                                                                 | Républicain                                                     | Keith Rothfus (sortant)                                         | 221 851                                                         | 61,8                                                            |
|                                                                 | Démocrate                                                       | Erin McClelland                                                 | 137 6353                                                        | 38,2                                                            |
| Total des votes                                                 | Total des votes                                                 | Total des votes                                                 | 359 204                                                         | 100 %                                                           |
|                                                                 | Les Républicains conservent                                     |                                                                 |                                                                 |                                                                 |

### 2018
| Élection de 2018 du 12e district congressionnel de Pennsylvanie | Élection de 2018 du 12e district congressionnel de Pennsylvanie | Élection de 2018 du 12e district congressionnel de Pennsylvanie | Élection de 2018 du 12e district congressionnel de Pennsylvanie | Élection de 2018 du 12e district congressionnel de Pennsylvanie |
| --------------------------------------------------------------- | --------------------------------------------------------------- | --------------------------------------------------------------- | --------------------------------------------------------------- | --------------------------------------------------------------- |
| Parti                                                           | Parti                                                           | Candidat                                                        | Votes                                                           | %                                                               |
|                                                                 | Républicain                                                     | Tom Marino (sortant)                                            | 161 047                                                         | 66,0                                                            |
|                                                                 | Démocrate                                                       | Marc Freidenberg                                                | 82 825                                                          | 34,0                                                            |
| Total des votes                                                 | Total des votes                                                 | Total des votes                                                 | 243 872                                                         | 100 %                                                           |
|                                                                 | Les Républicains conservent                                     |                                                                 |                                                                 |                                                                 |

### 2019 (Spéciale)
| Élection Spéciale de 2019 du 12e district congressionnel de Pennsylvanie | Élection Spéciale de 2019 du 12e district congressionnel de Pennsylvanie | Élection Spéciale de 2019 du 12e district congressionnel de Pennsylvanie | Élection Spéciale de 2019 du 12e district congressionnel de Pennsylvanie | Élection Spéciale de 2019 du 12e district congressionnel de Pennsylvanie |
| ------------------------------------------------------------------------ | ------------------------------------------------------------------------ | ------------------------------------------------------------------------ | ------------------------------------------------------------------------ | ------------------------------------------------------------------------ |
| Parti                                                                    | Parti                                                                    | Candidat                                                                 | Votes                                                                    | %                                                                        |
|                                                                          | Républicain                                                              | Fred Keller                                                              | 90 000                                                                   | 68,08                                                                    |
|                                                                          | Démocrate                                                                | Marc Freidenberg                                                         | 42 195                                                                   | 31,92                                                                    |
| Total des votes                                                          | Total des votes                                                          | Total des votes                                                          | 132 195                                                                  | 100 %                                                                    |
|                                                                          | Les Républicains conservent                                              |                                                                          |                                                                          |                                                                          |

### 2020
| Élection de 2020 du 12e district congressionnel de Pennsylvanie | Élection de 2020 du 12e district congressionnel de Pennsylvanie | Élection de 2020 du 12e district congressionnel de Pennsylvanie | Élection de 2020 du 12e district congressionnel de Pennsylvanie | Élection de 2020 du 12e district congressionnel de Pennsylvanie |
| --------------------------------------------------------------- | --------------------------------------------------------------- | --------------------------------------------------------------- | --------------------------------------------------------------- | --------------------------------------------------------------- |
| Parti                                                           | Parti                                                           | Candidat                                                        | Votes                                                           | %                                                               |
|                                                                 | Républicain                                                     | Fred Keller (sortant)                                           | 241 035                                                         | 70,8                                                            |
|                                                                 | Démocrate                                                       | Lee Griffin                                                     | 99 199                                                          | 29,2                                                            |
| Total des votes                                                 | Total des votes                                                 | Total des votes                                                 | 340 234                                                         | 100 %                                                           |
|                                                                 | Les Républicains conservent                                     |                                                                 |                                                                 |                                                                 |

### 2022
| Primaire Républicaine de 2022 du 12e district congressionnel de Pennsylvanie | Primaire Républicaine de 2022 du 12e district congressionnel de Pennsylvanie | Primaire Républicaine de 2022 du 12e district congressionnel de Pennsylvanie | Primaire Républicaine de 2022 du 12e district congressionnel de Pennsylvanie | Primaire Républicaine de 2022 du 12e district congressionnel de Pennsylvanie |
| ---------------------------------------------------------------------------- | ---------------------------------------------------------------------------- | ---------------------------------------------------------------------------- | ---------------------------------------------------------------------------- | ---------------------------------------------------------------------------- |
| Parti                                                                        | Parti                                                                        | Candidat                                                                     | Votes                                                                        | %                                                                            |
|                                                                              | Républicain                                                                  | Michael Doyle                                                                | 41 260                                                                       | 100 %                                                                        |

| Primaire Démocrate de 2022 du 12e district congressionnel de Pennsylvanie | Primaire Démocrate de 2022 du 12e district congressionnel de Pennsylvanie | Primaire Démocrate de 2022 du 12e district congressionnel de Pennsylvanie | Primaire Démocrate de 2022 du 12e district congressionnel de Pennsylvanie | Primaire Démocrate de 2022 du 12e district congressionnel de Pennsylvanie |
| ------------------------------------------------------------------------- | ------------------------------------------------------------------------- | ------------------------------------------------------------------------- | ------------------------------------------------------------------------- | ------------------------------------------------------------------------- |
| Parti                                                                     | Parti                                                                     | Candidat                                                                  | Votes                                                                     | %                                                                         |
|                                                                           | Démocrate                                                                 | Summer Lee                                                                | 48 002                                                                    | 41,9                                                                      |
|                                                                           | Démocrate                                                                 | Steve Irwin                                                               | 47 014                                                                    | 41,0                                                                      |
|                                                                           | Démocrate                                                                 | Jerry Dickinson                                                           | 12 440                                                                    | 10,8                                                                      |
|                                                                           | Démocrate                                                                 | Jeff Woodard                                                              | 5 454                                                                     | 4,8                                                                       |
|                                                                           | Démocrate                                                                 | William Parker                                                            | 1 670                                                                     | 1,5                                                                       |

| Élection de 2022 du 12e district congressionnel de Pennsylvanie | Élection de 2022 du 12e district congressionnel de Pennsylvanie | Élection de 2022 du 12e district congressionnel de Pennsylvanie | Élection de 2022 du 12e district congressionnel de Pennsylvanie | Élection de 2022 du 12e district congressionnel de Pennsylvanie |
| --------------------------------------------------------------- | --------------------------------------------------------------- | --------------------------------------------------------------- | --------------------------------------------------------------- | --------------------------------------------------------------- |
| Parti                                                           | Parti                                                           | Candidat                                                        | Votes                                                           | %                                                               |
|                                                                 | Démocrate                                                       | Summer Lee                                                      | 184 674                                                         | 56,2                                                            |
|                                                                 | Républicain                                                     | Michael Doyle                                                   | 143 946                                                         | 43,8                                                            |
| Total des votes                                                 | Total des votes                                                 | Total des votes                                                 | 328 620                                                         | 100 %                                                           |
|                                                                 | Les Démocrates prennent aux Républicains                        |                                                                 |                                                                 |                                                                 |

### 2024
| Primaire Démocrate de 2024 du 12e district congressionnel de Pennsylvanie | Primaire Démocrate de 2024 du 12e district congressionnel de Pennsylvanie | Primaire Démocrate de 2024 du 12e district congressionnel de Pennsylvanie | Primaire Démocrate de 2024 du 12e district congressionnel de Pennsylvanie | Primaire Démocrate de 2024 du 12e district congressionnel de Pennsylvanie |
| ------------------------------------------------------------------------- | ------------------------------------------------------------------------- | ------------------------------------------------------------------------- | ------------------------------------------------------------------------- | ------------------------------------------------------------------------- |
| Parti                                                                     | Parti                                                                     | Candidat                                                                  | Votes                                                                     | %                                                                         |
|                                                                           | Démocrate                                                                 | Summer Lee (sortant)                                                      | 64 594                                                                    | 60,7                                                                      |
|                                                                           | Démocrate                                                                 | Bhavini Patel                                                             | 41 902                                                                    | 39,3                                                                      |

| Primaire Républicaine de 2024 du 12e district congressionnel de Pennsylvanie | Primaire Républicaine de 2024 du 12e district congressionnel de Pennsylvanie | Primaire Républicaine de 2024 du 12e district congressionnel de Pennsylvanie | Primaire Républicaine de 2024 du 12e district congressionnel de Pennsylvanie | Primaire Républicaine de 2024 du 12e district congressionnel de Pennsylvanie |
| ---------------------------------------------------------------------------- | ---------------------------------------------------------------------------- | ---------------------------------------------------------------------------- | ---------------------------------------------------------------------------- | ---------------------------------------------------------------------------- |
| Parti                                                                        | Parti                                                                        | Candidat                                                                     | Votes                                                                        | %                                                                            |
|                                                                              | Républicain                                                                  | James Hayes                                                                  | 34 759                                                                       | 100 %                                                                        |

| Élection de 2024 du 12e district congressionnel de Pennsylvanie | Élection de 2024 du 12e district congressionnel de Pennsylvanie | Élection de 2024 du 12e district congressionnel de Pennsylvanie | Élection de 2024 du 12e district congressionnel de Pennsylvanie | Élection de 2024 du 12e district congressionnel de Pennsylvanie |
| --------------------------------------------------------------- | --------------------------------------------------------------- | --------------------------------------------------------------- | --------------------------------------------------------------- | --------------------------------------------------------------- |
| Parti                                                           | Parti                                                           | Candidat                                                        | Votes                                                           | %                                                               |
|                                                                 | Démocrate                                                       | Summer Lee (sortant)                                            | 234 802                                                         | 56,4%                                                           |
|                                                                 | Républicain                                                     | James Hayes                                                     | 181 426                                                         | 43,6%                                                           |
| Total des votes                                                 | Total des votes                                                 | Total des votes                                                 | 416 228                                                         | 100 %                                                           |
|                                                                 | Les Démocrates conservent                                       |                                                                 |                                                                 |                                                                 |